# Aleksander (Timofiejew)
Aleksander, imię świeckie Nikołaj Anatoliewicz Timofiejew (ur. 8 sierpnia 1941 w Tiejkowie, zm. 7 stycznia 2003 w Saratowie) – rosyjski biskup prawosławny. 

## Życiorys
Urodził się w rodzinie robotniczej. W 1963 ukończył moskiewskie seminarium duchowne. Następnie przez trzy lata odbywał zasadniczą służbę wojskową. 19 sierpnia 1971 złożył wieczyste śluby mnisze, przyjmując imię Aleksander. Od 1 września tego samego roku został wykładowcą seminarium duchownego, którego był absolwentem. 12 września 1971 został hierodiakonem, zaś 14 września – hieromnichem. 22 listopada 1972 został inspektorem Moskiewskiej Akademii Duchownej oraz seminarium moskiewskiego, otrzymując równocześnie godność ihumena. Od 1973 wykładał w Moskiewskiej Akademii Duchownej. 7 kwietnia tego samego roku otrzymał godność archimandryty. W październiku 1973 otrzymał tytuł naukowy docenta, zaś w marcu 1971 – profesora. 
W 1982 został rektorem Moskiewskiej Akademii Duchownej. Wielokrotnie był członkiem delegacji Patriarchatu Moskiewskiego w czasie wizyt i pielgrzymek do innych Kościołów prawosławnych. 
14 października 1982 przyjął chirotonię biskupią, otrzymując godność biskupa dmitrowskiego, wikariusza eparchii moskiewskiej. Ceremonia odbyła się w cerkwi Opieki Matki Bożej przy Moskiewskiej Akademii Duchownej z udziałem konsekratorów: metropolity tallińskiego i całej Estonii Aleksego, metropolity mińskiego i całej Białorusi Filareta, metropolity krutickiego i kołomieńskiego Juwenaliusza oraz metropolity kalinińskiego i kaszyńskiego Aleksego. W 1986 podniesiony do godności arcybiskupiej. 
W 1992 Święty Synod Rosyjskiego Kościoła Prawosławnego przeniósł go w stan spoczynku po dokonaniu oceny stanu uczelni teologicznych Kościoła. Dwa lata później powierzono mu zarząd eparchii majkopskiej i armawirskiej, zaś w 1995 – przeniesiono na katedrę saratowską i wolską. Zmarł w 2003 wskutek ostrej niewydolności serca.